# Маргуцо (Бреша)
Маргуцо је насеље у Италији у округу Бреша, региону Ломбардија.
Према процени из 2011. у насељу је живело 54 становника. Насеље се налази на надморској висини од 449 м.